# Stylosanthes hamata
Stylosanthes hamata es una especie de planta floral del género Stylosanthes, categorizada en la tribu Dalbergieae, de la subfamilia Faboideae.

## Distribución
Especie nativa de Aruba, Bahamas, islas Caimán, Colombia, Costa Rica, Cuba, República Dominicana, Guatemala, Haití, Jamaica, México, Antillas Holandesas, Puerto Rico, Caribe sudoccidental, Trinidad y Tobago y Venezuela. Introducida en Benín, Brasil, Burkina Faso, Gambia, Estados Unidos, India, Perú, Australia y Tailandia. Crece en el bioma tropical.

## Taxonomía
Fue descrita por (L.) Taub.
Tratamiento taxonómico
La especie aparece registrada y publicada en Verhandlungen des Botanischen Vereins für die Provinz Brandenburg 32: 22 (1890).